# Sulawesi Occidentale
Sulawesi Occidentale (in indonesiano Sulawesi Barat) è una provincia dell'Indonesia, nata il 18 ottobre 2004 dalla divisione della provincia di Sulawesi Meridionale. È situata sulla parte occidentale dell'isola di Sulawesi (Celebes), e confina ad ovest con lo Stretto di Makasar e ad est con le province Sulawesi Centrale e Sulawesi Meridionale. Ha una superficie di 16.796,19 km² e una popolazione di 938.254 abitanti (2004). La sua capitale è Mamuju.

## Geografia antropica

### Suddivisioni amministrative
Originariamente la provincia è suddivisa in quattro reggenze (kabupaten) e una città:
- Mamuju
- Reggenza di Mamuju Settentrionale
- Reggenza di Majene
- Reggenza di Polewali Mandar
- Reggenza di Mamasa

## Popolazione
La maggioranza della popolazione è formata dal gruppo etnico dei mandar (49,15% secondo le statistiche ufficiali). Gli altri gruppi sono i toraja (13,95%), i buginesi (10,79%), i giavanesi (5,38%) e i macassaresi (1,59%).

## Economia
La sua economia si basa principalmente sull'estrazione mineraria, agricoltura, la pesca e il turismo.